# 손보 (전한)
손보(孫寶, ? ~ ?)는 전한 말기의 관료로, 자는 자엄(子嚴)이며, 영천군 언릉현(鄢陵縣) 사람이다.

## 행적
관로에게서 《공양춘추》를 배웠고, 조정에 나아가 광릉태수·경조윤을 역임하였다.
수화 원년(기원전 8년), 외척으로서 성제의 총애를 받았던 위위 순우장이 죄를 지어 주살되었다. 평소 순우장과 친분이 있었던 손보는 승상 적방진의 탄핵을 받아 파면되었다.
원시 2년(2년), 광록대부에서 대사농으로 승진하였으나 몇 달 후 면직되었다.

## 출전
- 반고, 《한서》 권19하 백관공경표 下·권77 갑제갈유정손무장하전·권84 적방진전·권88 유림전

| 전임 왕건 | 전한의 경조윤 기원전 11년 ~ 기원전 8년 | 후임 설수 |

| 전임 소함 | 전한의 대사농 2년 | 후임 윤함 |